# Lavoslav Ružička
Leopold (Lavoslav) Stjepan Ružička (Vukovar (huidige Kroatië), 13 september 1887 – Mammern (Zwitserland), 26 september 1976) was een kroatisch scheikundige, die de Zwitserse nationaliteit verkreeg. Hij was de eerste Kroaat die de Nobelprijs voor de Scheikunde won, voor zijn werk aan polymethylenen en hoge terpenen.

## Biografie
Ružička werd geboren in het Oost-Kroatische Vukovar als oudste van de twee zonen van de Kroatische kuiper Stjepan Ružička en de Duitse Ljubica Sever. Na de vroege dood van zijn vader keerde Ružička met zijn moeder terug naar haar geboorteplaats, Osijek. Aldaar bezocht hij de basisschool en het gymnasium. Ondanks het ontbreken van scheikunde in het curriculum, besloot hij het te gaan studeren. Aanvankelijk wilde hij gaan studeren aan de Eidgenössische Technische Hochschule (ETH) in Zürich, maar besloot door het rigide toelatingsexamen te gaan studeren in Karlsruhe in 1906. Ružička voltooide zijn disseratie onder leiding van Hermann Staudinger in 1910 en volgde hem in 1912 naar de ETH om Richard Willstätter op te volgen. In 1917 verkreeg Ružička het Zwitserse staatsburgerschap.
Tijdens zijn habilitatie in 1917 kreeg Ružička steun van parfumproducent Haarman & Reimer wat resulteerde in de synthese van fenchon en een ruimere interpretatie van de Wagner-omlegging, een term die door hem werd geïntroduceerd. Na zijn habilitatie in 1918, begon Ciba in Bazel zich voor zijn werk te interesseren, wat resulteerde in de synthese van β-collidine, linalool en de gedeeltelijke synthese van pineen en een aantal monoterpenen. In 1921 vroeg de Geneefse parfumfabrikant Chuit, Naef & Firmenich hem samen te werken, wat resulteerde in de oplossing van de structuur van een aantal hogere terpenen. Eveneens werden bijvoorbeeld de syntheses van nerolidol en farnesol uitgevoerd. Bovendien werd de structuur van jasmon opgehelderd en Tiemanns ironformule verbeterd. In het bijzonder was de isolatie en structuurtoekenning van een groot aantal natuurlijk voorkomende parfums, civetonen en muskonen.
In de jaren 1925-1926 verbleef Ružička grotendeels bij vrienden in Genève. Van 1926 tot 1929 was hij hoogleraar in de organische chemie aan de Universiteit van Utrecht en accepteerde aldaar een uitnodiging van de ETH om terug te keren naar Zürich. De belangrijkste reden voor dit besluit was de sterkte van de Zwitserse industrie, met name de farmaceutische en parfumindustrie. In 1930 versterkte Ciba het contact met het laboratorium, wat leidde tot belangrijke ontdekkingen op gebied van mannelijk geslachtshormonen. Zo ontraffelde hij de moleculaire structuur van androsteron (1934), progesteron en testosteron (1935). In 1937 financierde de Rockefeller Foundation het onderzoek naar natuurstoffen en in het bijzonder dat naar triterpenen en steroïden. In 1939 deelde Ružička de Nobelprijs in de chemie met Adolf Butenandt.
Professor Ružička was in het bezit van acht eredoctoraten. Ružička trouwde in 1912 met Anna Hausmann en in een tweede huwelijk in 1951 met Gertrud Acklin.
1901: Van 't Hoff ·
1902: E. Fischer ·
1903: Arrhenius ·
1904: Ramsay ·
1905: Baeyer ·
1906: Moissan ·
1907: Buchner ·
1908: Rutherford ·
1909: Ostwald ·
1910: Wallach ·
1911: Curie ·
1912: Grignard, Sabatier ·
1913: Werner ·
1914: Richards ·
1915: Willstätter ·
1918: Haber ·
1920: Nernst ·
1921: Soddy ·
1922: Aston ·
1923: Pregl ·
1925: Zsigmondy ·
1926: Svedberg ·
1927: Wieland ·
1928: Windaus ·
1929: Harden, Euler-Chelpin ·
1930: H. Fischer · 
1931: Bosch, Bergius ·
1932: Langmuir ·
1934: Urey ·
1935: F. Joliot-Curie, I. Joliot-Curie ·
1936: Debye ·
1937: Haworth, Karrer ·
1938: Kuhn ·
1939: Butenandt, Ružička ·
1943: Hevesy · 
1944: Hahn ·
1945: Virtanen ·
1946: Sumner, Northrop, Stanley ·
1947: Robinson · 
1948: Tiselius · 
1949: Giauque ·
1950: Diels, Alder ·
1951: McMillan, Seaborg ·
1952: Martin, Synge ·
1953: Staudinger ·
1954: Pauling ·
1955: Vigneaud ·
1956: Hinshelwood, Semjonov ·
1957: Todd ·
1958: Sanger ·
1959: Heyrovský ·
1960: Libby ·
1961: Calvin ·
1962: Perutz, Kendrew ·
1963: Ziegler, Natta ·
1964: Hodgkin ·
1965: Woodward ·
1966: Mulliken ·
1967: Eigen, Norrish, Porter ·
1968: Onsager ·
1969: Barton, Hassel ·
1970: Leloir ·
1971: Herzberg ·
1972: Anfinsen, Moore, Stein · 
1973: E.O. Fischer, Wilkinson · 
1974: Flory ·
1975: Cornforth, Prelog ·
1976: Lipscomb ·
1977: Prigogine · 
1978: Mitchell ·
1979: Brown, Wittig ·
1980: Berg, Gilbert, Sanger ·
1981: Fukui, Hoffmann ·
1982: Klug ·
1983: Taube ·
1984: Merrifield ·
1985: Hauptman, Karle ·
1986: Herschbach, Lee, Polanyi ·
1987: Cram, Lehn, Pedersen ·
1988: Deisenhofer, Huber, Michel ·
1989: Altman, Cech ·
1990: Corey ·
1991: Ernst ·
1992: Marcus ·
1993: Mullis, Smith ·
1994: Olah ·
1995: Crutzen, Molina, Rowland ·
1996: Curl, Kroto, Smalley ·
1997: Boyer, Walker, Skou ·
1998: Kohn, Pople ·
1999: Zewail ·
2000: Heeger, MacDiarmid, Shirakawa ·
2001: Knowles, Noyori, Sharpless ·
2002: Fenn, Tanaka, Wüthrich ·
2003: Agre, MacKinnon ·
2004: Ciechanover, Hershko, Rose ·
2005: Grubbs, Schrock, Chauvin ·
2006: Kornberg ·
2007: Ertl ·
2008: Shimomura, Chalfie, Tsien ·
2009: Steitz, Yonath, Ramakrishnan ·
2010: Heck, Negishi, Suzuki ·
2011: Shechtman ·
2012: Kobilka, Lefkowitz ·
2013: Karplus, Levitt, Warshel ·
2014: Betzig, Hell, Moerner ·
2015: Lindahl, Modrich, Sancar ·
2016: Sauvage, Stoddart, Feringa ·
2017: Dubochet, Frank, Henderson · 
2018: Arnold, Winter, Smith ·   
2019: Goodenough, Whittingham, Yoshino ·
2020: Charpentier, Doudna ·
2021: List, MacMillan ·
2022: Bertozzi, Meldal, Sharpless ·
2023: Bawendi, Brus, Jekimov ·
2024: Baker, Hassabis, Jumper